# Ophiuche castricalis
Ophiuche castricalis är en fjärilsart som beskrevs av William Schaus 1904. Ophiuche castricalis ingår i släktet Ophiuche och familjen nattflyn. Inga underarter finns listade i Catalogue of Life.